# Företagening

En detaljerad beskrivning av företagening.

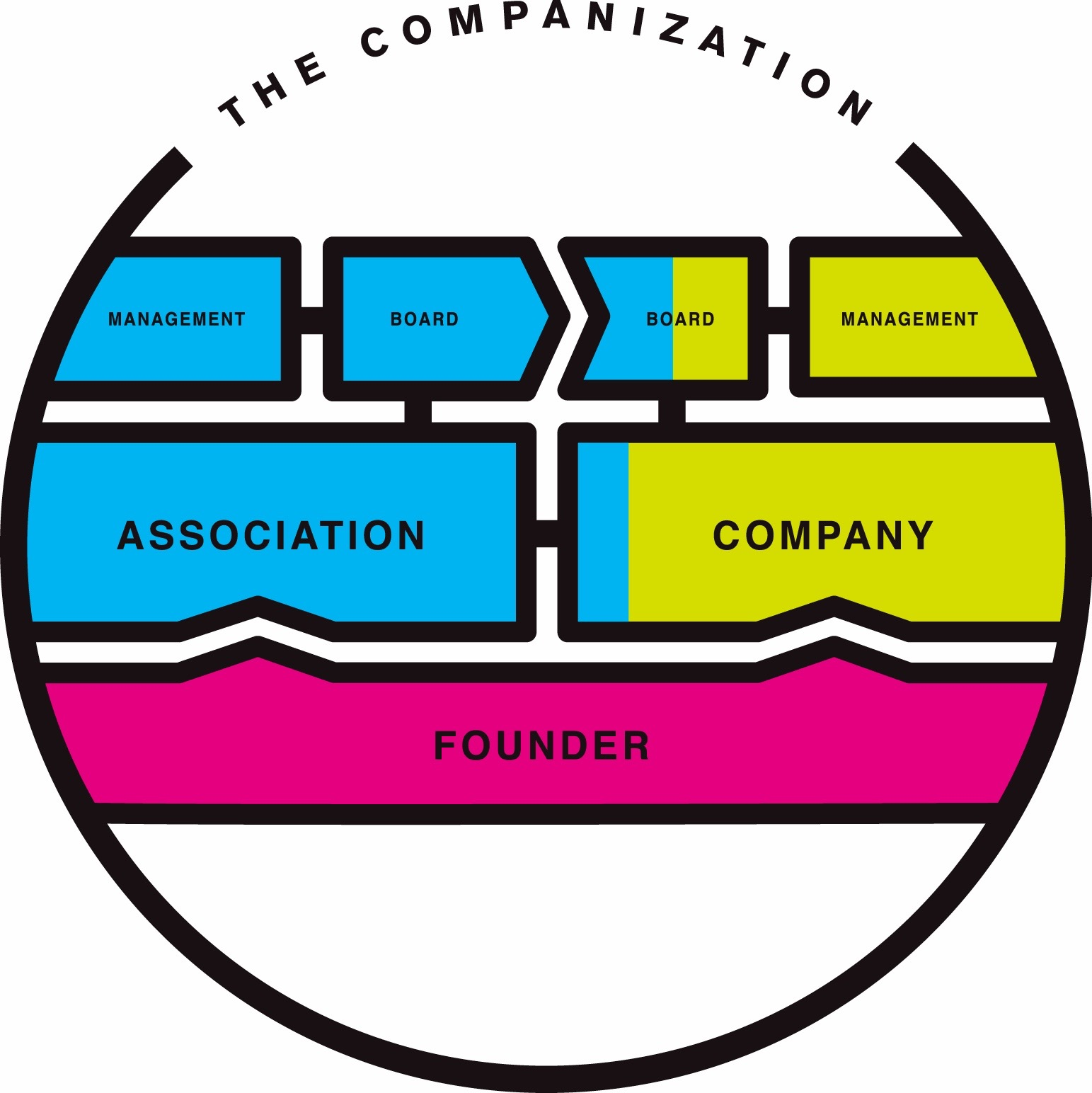
En förenklad bild av företagening.

Företagening, alternativt kompanisation (på engelska: the Companization), är en alternativ styrningsmodell för företag som eftersträvar att balansera vinstsyfte med ett samhälleligt syfte. Modellen är en konkret tillämpning av CSR och kan i det avseendet jämföras med den amerikanska modellen B corporation.

## Utveckling och spridning
Företagening är etymologiskt en blandning (teleskopord) av "företag" och "förening" (utifrån engelskans company och organization), där organisationen skall kunna agera lika mycket ideell förening som kommersiellt företag. Modellen utvecklades av den svenske affärsmannen Hans Hassle under tidigt 1990-tal och publicerades 2001. Den användes första gången på internationell nivå av hybriden Plantagon International.
Med Anita Roddick och Adam Smith som förebilder publicerades Business as Usual is Over, en handbok om modellen, 2012. CEO Magazine belönade Hassles arbete med modellen med European CEO of the Year 2012, och en plats i World Finance List 100 samma år.
Bland annat Göteborgs universitet och Chalmers tekniska högskola har publicerat akademiska arbeten om modellen, och ett djupgående forskningsarbete inleddes av professor Dr. Lars Pharo vid Harvard University i amerikanska Cambridge, Massachusetts (och Nord universitet i norska Trøndelag). Den har även uppmärksammats i podcasts som World of Wisdom.
Exempel på oberoende organisationer som kommit att implementera modellen är Regenerative Community Organism (RCO).